# (31043) Sturm
(31043) Sturm (1996 LT) – planetoida z pasa głównego asteroid okrążająca Słońce w ciągu 4,24 lat w średniej odległości 2,62 j.a. Odkryta 11 czerwca 1996 roku.